# Tonk (Staat)
Tonk (Hindi: टोंक, Ṭoṅk) war ein Fürstenstaat der Rajputana im heutigen Rajasthan (Britisch-Indien), benannt nach der gleichnamigen Hauptstadt. Er bestand aus mehreren getrennten Teilen (siehe historische Karte von Rajasthan) und hatte 1941 eine Fläche von 6578 km² und 365.000 Einwohner.

## Geschichte
Der Fürstenstaat wurde von dem afghanischen Abenteurer und Anführer der Pindari Amir Khan – einem Muslim – gegründet. Dieser war 1799 in die Dienste des Marathen-Führers Yashwant Rao Holkar getreten, der 1806 Maharaja von Indore wurde und der ihm die ersten Ländereien übereignete. In den folgenden Jahren beteiligte er sich an den Kriegen zwischen Jaipur und Marwar, dann wandte er sich gegen die Marathen von Nagpur. Im Jahre 1817 beendete die Intervention der Britisch-Ostindischen Kompanie im Dritten Marathenkrieg die Macht der Pindaris. Amir Khan akzeptierte den britischen Schutz, wofür er seine Besitzungen und den Titel Nawab (arabisch Statthalter) garantiert bekam.
Am 25. März 1948 trat der regierende Nawab der Union von Rajasthan bei, am 7. April 1949 vollzog er den Anschluss an Indien. Am 1. November 1956 wurde der Fürstenstaat aufgelöst.